# Beth Iskiw
Beth Iskiw, z domu Roach (ur. 20 kwietnia 1979 w Truro, Nowa Szkocja) – kanadyjska curlerka. Gra w Saville Sports Centre z Edmonton, jest żoną Blayne'a.
W rodzinnej Nowej Szkocji Iskiw zdobyła mistrzostwo w rywalizacji juniorek w latach 1996−1999. Zagrywała wówczas kamienie w drużynie Meredith Doyle. We wszystkich występach w Canadian Juniors reprezentantki prowincji zajmowały wysokie miejsca, w pierwszym występie Beth zdobyła brązowe medale, przegrywając w półfinale z Cindy Street. Rok później ekipa z Truro wywalczyła tytuły mistrzowskie, w finale pokonała 4:2 Quebec (Marie-France Larouche). Zaś w 1999 9:2 triumfowała Larouche.
W Mistrzostwach Świata Juniorów 1997 Kanadyjki awansowały do fazy play-off. Mecz półfinałowy przegrały 5:6 na rzecz Szkotek (Julia Ewart), ostatecznie uplasowały się na najniższym stopniu podium wygrywając nad Amerykankami (Risa O’Connell). Beth Iskiw została zaproszona jako rezerwowa do drużyny Stefanie Miller, która rywalizowała w Mistrzostwach Świata Juniorów 2000. Reprezentacja Klonowego liścia zajęła 2. miejsce ulegając w ostatnim meczu Szwedkom (Matilda Mattsson).
Po przekroczeniu wieku juniorskiego Beth pozostała w ekipie Meredith Doyle. Wygrała w latach 2002 i 2004 mistrzostwa prowincji. W Scott Tournament of Hearts 2002 Nową Szkocję sklasyfikowano na 7. miejscu, po dwóch latach na 8.
W 2004 Iskiw przeprowadziła się do Alberty. Była rezerwową u Cathy King na mistrzostwach Kanady 2005 i 2006. W 2007 dołączyła do zespołu Heather Nedohin. Drużyna ta dochodziła do finału prowincji w 2009 i 2011, złote medale zdobyła jednak dopiero w 2012. W tym samym roku reprezentacja Alberty triumfowała w Scotties Tournament of Hearts wygrywając decydujące spotkanie z Kelly Scott. W MŚ 2012 Kanadyjki wywalczyły brązowe medale pokonując w małym finale  Koreanki (Kim Ji-sun) 9:6. Podczas Scotties Tournament of Hearts 2013 Iskiw występowała w Team Canada, który uplasował się tuż za podium.
Rywalizację w Canadian Olympic Curling Trials 2013 zespół Nedohin zakończył na 6. pozycji (3 wygrane i 4 przegrane mecze). Po sezonie olimpijskim Beth Iskiw odeszła z zespołu. W 2014 zawiesiła swoją działalność sportową.

## Wielki Szlem
| Turniej                | 2007/2008 | 2008/2009 | 2009/2010 | 2010/2011 | 2011/2012 | 2012/2013 | 2013/2014 |
| ---------------------- | --------- | --------- | --------- | --------- | --------- | --------- | --------- |
| Autumn Gold            | x         | QF        | x         | SF        | x         | x         | QF        |
| Manitoba Lotteries     | x         | A         | SF        | SF        | F         | x         | A         |
| Colonial Square        | ?*        | A*        | ?*        | A*        | A*        | QF        | x         |
| Masters                | ?*        | A*        | ?*        | A*        | x*        | x         | QF        |
| Players’ Championships | x         | x         | x         | SF        | x         | x         | x         |

| —  | = turniej nie odbył się                                  |
| A  | = nie uczestniczyła                                      |
| x  | = nie zakwalifikowała się do fazy finałowej              |
| QF | = ćwierćfinał                                            |
| SF | = półfinał                                               |
| F  | = finał                                                  |
| W  | = zwycięstwo                                             |
| *  | = turniej niezaliczany wówczas do cyklu Wielkiego Szlema |

### Nierozgrywane
| Turniej               | 2007/2008 | 2008/2009 | 2009/2010 | 2010/2011 |
| --------------------- | --------- | --------- | --------- | --------- |
| Wayden Transportation | SF        | x         | —         | —         |
| Sobeys Slam           | x         | A         | —         | A         |

## Drużyna
|           | Czwarta          | Trzecia             | Druga            | Otwierająca     |
| --------- | ---------------- | ------------------- | ---------------- | --------------- |
| 2010/2014 | Heather Nedohin  | Beth Iskiw          | Jessica Mair     | Laine Peters    |
| 2009/2010 | Heather Nedohin  | Beth Iskiw          | Jessica Mair     | Pam Appelman    |
| 2007/2009 | Heather Nedohin  | Kristie Moore       | Beth Iskiw       | Pam Appelman    |
| 2005/2006 | Lawnie MacDonald | Beth Iskiw          | Lesley Ewoniak   | Marie Graham    |
| 2004/2005 | Renee Keane      | Beth Iskiw          | Suzie Iskiw      | Heather Kushnir |
| 2003/2004 | Meredith Doyle   | Heather Smith-Dacey | Laine Peters     | Beth Iskiw      |
| 2001/2002 | Meredith Doyle   | Beth Iskiw          | Candice MacLean  | Krista Trider   |
| 1998/1999 | Meredith Doyle   | Beth Iskiw          | Krista Normore   | Kelly MacIntosh |
| 1997/1998 | Meredith Doyle   | Beth Iskiw          | Krista Normore   | Candice MacLean |
| 1996/1997 | Meredith Doyle   | Beth Iskiw          | Tara Hamer       | Candice MacLean |
| 1995/1996 | Meredith Doyle   | Beth Iskiw          | Lindsay Jennings | Candice MacLean |

## CTRS
Pozycje drużyn Beth Iskiw w rankingu CTRS:
- 2013/2014: 6.[9]
- 2012/2013: 4.
- 2011/2012: 2.
- 2010/2011: 4.
- 2009/2010: 12.
- 2008/2009: 25.
- 2007/2008: 14.
- 2005/2006: 34[10].